# しゅらばら!
『しゅらばら！』は、岸杯也による日本のライトノベル。イラストはプリンプリンが担当。MF文庫J（メディアファクトリー→KADOKAWA）より2011年4月から2014年6月まで刊行された。
メディアミックスとして、2011年9月15日にHOBiRECORDSによりドラマCDが発売された。また渡真仁によるコミカライズ版がエイジプレミアム（富士見書房）2012年11月号（vol.15）より2013年10月号（vol.26）まで連載された。

## ストーリー
女の子に嫌われたくない一心でいい人を演じてきた八木本一大はいい人どまりで年齢＝彼女いない歴のレッテルを貼られてしまう。しかしそんな彼は、同じ日にクラスメイトやバイト先の同僚、幼なじみから一度に告白される。ところが、それは偽彼氏として付き合ってほしいというものであった。

## 登場人物
※キャストはドラマCD版のもの。
八木本 一大（やぎもと かずひろ）
声 - 佐藤利奈
本作の主人公。
彼女を作るために『いい人』を演じて、女子の頼みでデートプランなどを考えていたら『いい人』止まりになってしまい彼女ができなかったところを早少女に目を付けられ、偽彼氏を命じられる。だが、その日の内に真愛と鷹奈の二人から同じく偽彼氏を頼まれることになる。
今まで女子のキューピットをやり続けたため、女子からかなりの信頼を得ている。だがそのせいで逆に女子からは「彼女ができないかも」と思われていた。
歳相応に彼女が欲しいらしく、彼女がどんなタイプの女性でも自分から好みを合わせることができるが、逆に言えば彼女ができなら誰でもいいと言うほど彼女を欲しがっていた。
早少女に何かあったときに守れるように鷹奈から正拳突きや基礎トレーニングなどを習っている。
10巻の終盤で、三人の中から早乙女を選び、早乙女と恋人同士になった。
星川 早少女（ほしかわ さおとめ）
声 - 加藤英美里
本作のメインヒロイン。声優をやっている。
演技の幅を増やすための協力者として、条件を満たした一大を偽彼氏に任命する。
条件は普通に恋愛に興味がある男子だったが、一大なら数々の女子の恋のキューピットをしたため恋愛に詳しいと考え、そこで一大が彼女が欲しくて奇声を上げていた所を録音し、それを盾に無理やり偽彼氏を強制させた。
昔は人気番組の声優をやっていたが、ストーカーの影響で一時は声優業も休業していた。
1巻の時点で一大が三股状態になっていることを偽彼女の三人の中で唯一気づいており、その事実を知ったときは一大にあきれるものの、こうなっているのは彼の性格によるものと割り切り、三股がばれないように協力していた。次第に一大に好意を抱き、三股がばれた後は本当の恋人同士になりたいと願うようになった。10巻の終盤で一大に好きだと告白され、一大と恋人同士になった。
真愛や鷹奈とは、中学時代からの親友。
天弓院 真愛（てんきゅういん さなえ）
声 - 悠木碧
本作のヒロインの一人。天弓院記念財団の一人娘で、両親が他界しているため唯一の正統継承者でもあるが、未成年である事から現在は親類で後見人の志束（しづか）が理事長代理として取り仕切っている。
志束が進める婚約や見合いの話から逃れるため、庶民だが誠実な男性として、アルバイトの同僚である一大に偽彼氏を依頼する。
世間知らずの箱入り娘で社会勉強のためにメイドカフェでアルバイトをしている。一大とは店で働く先輩後輩という間柄である。
触れると電化製品が故障するという特異体質の持ち主。
氷魚 鷹奈（ひお たかな）
声 - 伊瀬茉莉也
本作のヒロインの一人。一大の幼馴染。空手をやっている。
同性である桃乃から本気の好意を抱かれているため、幼馴染である一大を鷹奈よりも強く闘う相手がいなくなったので海外の猛獣と闘う日々を過ごす人物として、偽彼氏にして諦めさせようとしている。
料理が苦手で、いつも一大に作ってもらっている。だが2巻からは一大に料理を作ってあげようと努力している。
武術の才能は常識外で、小学生の時に素手でクマを倒している。
星川 鈴音（ほしかわ りんね）
3巻の最後に『謎の美少女X』として登場。実際は早少女の妹。
羊飼 桃乃
声 - 大久保瑠美
大船 朋
声 - 金田朋子
天弓院 志束
声 - 原田ひとみ
八木本 二美
一大の妹。中学3年生。

## 用語
私立九比戸高校
一大や早少女が通う高校。
スウィート・ドロップ
一大と真愛が働くメイドカフェ。大船朋の祖父が営んでいた「喫茶店・甘露」を改装したもの。
氷魚滅神流
鷹奈の一族が伝承する古武術道場。かなりの破壊力がある。
聖穹女学園
鷹奈がスポーツ推薦で入学した名の知れたお嬢様学校。
「にこにこ森のぷるる」「なかよしベイビー」「たのしい大実験」
早少女がレギュラーで声優をする番組。

## 既刊一覧

### 小説
- 岸杯也（著）・プリンプリン（イラスト） 『しゅらばら！』 メディアファクトリー→KADOKAWA〈MF文庫J〉、全11巻
  1. 2011年4月25日発売[3]、ISBN 978-4-8401-3899-4
  2. 2011年7月25日発売[4]、ISBN 978-4-8401-3968-7
  3. 2011年11月25日発売[5]、ISBN 978-4-8401-4302-8
  4. 2012年2月24日発売[6]、ISBN 978-4-8401-4391-2
  5. 2012年5月25日発売[7]、ISBN 978-4-8401-4577-0
  6. 2012年9月25日発売[8]、ISBN 978-4-8401-4818-4
  7. 2013年3月25日発売[9]、ISBN 978-4-8401-5141-2
  8. 2013年7月25日発売[10]、ISBN 978-4-8401-5251-8
  9. 2013年10月25日発売[11]、ISBN 978-4-04-066030-1
  10. 2014年2月25日発売[12]、ISBN 978-4-04-066313-5
  11. 2014年6月25日発売[13]、ISBN 978-4-04-066782-9

### 漫画
- 岸杯也（原作）・プリンプリン（キャラクター原案）・渡真仁（作画） 『しゅらばら！』 富士見書房→KADOKAWA〈ドラゴンコミックスエイジ〉、全2巻
  1. 2013年3月21日発売[14]、ISBN 978-4-04-712865-1
  2. 2013年10月9日発売[15]、ISBN 978-4-04-712909-2